# Myrmothera simplex
Myrmothera simplex là một loài chim trong họ Grallariidae.
Nó sống ở Venezuela, tây Guyana và bắc Roraima.
Môi trường tự nhiên của nó là rừng cận nhiệt đới và nhiệt đới ẩm trên núi.